# Chrysobothris angolae
Chrysobothris angolae es una especie de escarabajo del género Chrysobothris, familia Buprestidae. Fue descrita científicamente por Obenberger en 1922.